# 達倫·波特
達倫·波特（英語：Darren Potter；1984年12月21日—）是一位愛爾蘭足球運動員。在場上的位置是左後衛。他也代表愛爾蘭國家足球隊參賽。

## 外部連結
- 足球数据库：達倫·波特的球员统计数据
- LFCHistory.net profile （页面存档备份，存于）